# Санники (Дятловский район)
Санники́ (бел. Саннікі) — деревня в Дворецком сельсовете Дятловского района Гродненской области Белоруссии. По переписи населения 2009 года в Санниках проживало 24 человека.

## География
Санники расположены в 25,5 км к юго-востоку от Дятлово, 173 км от Гродно, 12 км от железнодорожной станции Выгода.

## История
Согласно переписи населения 1897 года Санники — деревня в Роготненской волости Слонимского уезда Гродненской губернии (15 домов, 108 жителей).
В 1921—1939 годах Санники находились в составе межвоенной Польской Республики. В 1923 году в Санниках имелось 21 хозяйство, проживало 109 человек. В сентябре 1939 года Санники вошли в состав БССР.
В 1996 году Санники входили в состав Роготновского сельсовета и колхоза «Горка». В деревне насчитывалось 21 хозяйство, проживало 48 человек.
В 2013 году деревня была передана из упразднённого Роготновского в Дворецкий сельсовет.

## Достопримечательности
- Городище (местное название Тарелка) (бел. Талерка). Находится в 0,3 км к северу от деревни. Высота 20 — 30 м[2].